# Stadion Juliska
Lo stadio Juliska è uno stadio di calcio situato a Praga, in Repubblica Ceca. Fu inaugurato nel 1960.